# Daniele Greco
Daniele Greco (ur. 1 marca 1989 w Nardò) – włoski lekkoatleta, który specjalizuje się w trójskoku.

## Osiągnięcia
- brązowy medal igrzysk śródziemnomorskich (Pescara 2009)
- złoto młodzieżowych mistrzostw Europy (Kowno 2009)
- 5. miejsce w konkursie trójskoczków na halowych mistrzostwach świata (Stambuł 2012)
- 4. lokata podczas igrzysk olimpijskich (Londyn 2012)
- złoto halowych mistrzostw Europy (Göteborg 2013)
- złoty medal igrzysk śródziemnomorskich (Mersin 2013)
- złoty medalista mistrzostw Włoch

## Rekordy życiowe
- trójskok (stadion) – 17,47 (2012) / 17,67w (2012)
- trójskok (hala) – 17,70 (2013)
- bieg na 100 metrów – 10,38 (2008)